# Tamot (huyện)
Tamot (tiếng Thái: ตะโหมด) là một huyện (amphoe) của tỉnh Phatthalung, phía nam Thái Lan.

## Địa lý
Các huyện giáp ranh (từ phía bắc theo chiều kim đồng hồ) là Kong Ra, Khao Chaison, Bang Kaeo và Pa Bon của tỉnh Phatthalung, Palian của tỉnh Trang.

## Lịch sử
Huyện được thành lập ngày 1/8/1977, khi được tách ra từ Khao Chaison district. Đơn vị này đã được nâng cấp thành huyện ngày 20/3/1986.

## Hành chính
Huyện này được chia thành 3 phó huyện (tambon), các đơn vị này lại được chia ra thành 33 làng (muban). Có hai thị trấn (thesaban tambon) - Tamot nằm trên một phần của tambon Tamot and Khlong Yai, và phần Mae Khari của tambon cùng tên. Có 3 Tổ chức hành chính tambon.
| STT | Tên        | Tên tiếng Thái | Số làng | Dân số |  |
| --- | ---------- | -------------- | ------- | ------ |  |
| 1.  | Mae Khari  | แม่ขรี           | 11      | 11.514 |  |
| 2.  | Tamot      | ตะโหมด         | 12      | 9.489  |  |
| 3.  | Khlong Yai | คลองใหญ่        | 10      | 6.979  |  |